# ここにおいでよ
「ここにおいでよ」は、長野県上田市のご当地ソング。1999年7月28日発売。発売元はビクターエンタテインメント。

## 歴史
上田市の市制80周年記念イメージソングとして、8cmCDとカセットテープに収録された。

## 収録曲
- 全作曲・編曲:赤塩正樹

1. ここにおいでよ（H2O）
作詞:並河祥太
2. 瑠璃色の街（諏訪ひろみ）
作詞:赤塩正樹